# Ну, погоди! (выпуск 16)
Ну, погоди! (выпуск 16) — шестнадцатый мультипликационный фильм из серии «Ну, погоди!».
Является последним мультфильмом из серии, снятым в СССР и последним, в создании которого принимали участие: актёр Анатолий Папанов, автор сценария Аркадий Хайт и художник-постановщик Светозар Русаков.

## Сюжет
На курорте Волк читает книгу со сказками, где среди прочих персонажей замечает Зайца. Ручкой-перевёртышем он подрисовывает ему усы и бороду.
От сорокаградусной жары Волк получает солнечный удар и попадает в мир сказок, где встречает Зайца-Абдуррахман ибн Хоттаба из сказки «Старик Хоттабыч», а также Зайца в карете из сказки «Золушка».
Также Волк встречает старика из «Сказки о рыбаке и рыбке», Бабу-Ягу, Кота в сапогах, Змея Горыныча и волка из сказки «Красная шапочка»; поёт изменённую песню «Зелёный свет» Валерия Леонтьева, играя на гуслях-самогудах; превращается в козлёнка, выпив из лужицы из сказки «Сестрица Алёнушка и братец Иванушка».
Кроме того, Заяц обрызгивает мёртвого Волка живой водой, и тот оживает.
На курорте Заяц обрызгивает бессознательного Волка водой, и тот приходит в себя.
В итоге Волк получает от Бегемота большим шахматным конём по голове.

## Создатели
| Авторы сценария            | Александр Курляндский, Аркадий Хайт                                                                   |
| Кинорежиссёр               | Вячеслав Котёночкин                                                                                   |
| Художник-постановщик       | Светозар Русаков                                                                                      |
| Кинооператор               | Александр Чеховский                                                                                   |
| Композитор                 | Виктор Бабушкин                                                                                       |
| Звукооператор              | Владимир Кутузов                                                                                      |
| Художники-мультипликаторы: | Ольга Орлова, Александр Дорогов, Валерий Угаров, Александр Мазаев, Фёдор Елдинов                      |
| Роли озвучивали:           | Клара Румянова — Заяц, Анатолий Папанов — Волк Владимир Сошальский — Волк из сказки «Красная шапочка» |
| Художники:                 | Ирина Троянова, Зоя Монетова, Сергей Маракасов                                                        |
| Ассистент режиссёра        | Ольга Исакова                                                                                         |
| Монтажёр                   | Маргарита Михеева                                                                                     |
| Редактор                   | Елена Никиткина                                                                                       |
| Директор съёмочной группы  | Лилиана Монахова                                                                                      |

## Музыка
Помимо авторских мелодий Виктора Бабушкина, в мультфильме звучат аранжированные и исполненные им русские песни: «Вечерний звон», «Во поле берёзка стояла», «Камаринская» и «Жил-был у бабушки серенький козлик».
В мультфильме использованы песни:
- Игорь Скляр. Инструментальный ансамбль п. у. И. Николаева — «Комарово» (И. Николаев — М. Танич);
- Юрий Антонов поёт свои песни. Инструментальный ансамбль — «Море» (Л. Фадеев).

Волк исполняет изменённую песню «Зелёный свет» Валерия Леонтьева.
В эпизоде с титрами звучит неизменная музыкальная композиция «Водные лыжи» Тамаша Деака в исполнении вокального ансамбля «Гармония» и инструментального ансамбля «Деак».